# 角田英之
角田 英之（つのだ ひでゆき、1967年1月16日 - ） は、日本のミュージシャンで、キーボーディスト、作曲家、編曲家。栃木県小山市出身。

## 来歴・人物
10代の頃、矢吹薫のバックバンドのオーディションを受け、合格するとともに、矢吹の友人である太田美知彦に師事する。
1988年、友人で学校の先輩でもあった友森昭一の紹介で有頂天のサポートメンバーになった。
そこで事務所社長と意気投合し有頂天の正式メンバーとなるも、まもなく有頂天は所属レコード会社ポニーキャニオンを辞めてしまう。インディーズに戻った事で自主制作となり、低予算での楽曲制作が始まる。
リリースしたアルバム『GAN』の後、作曲にシーケンサーを導入。キャニオン時代の『BOIL』に次いで3部作中の2作目となる『Search for 1/3 STOP ! HAND IN HAND』の楽曲制作では連日事務所で寝泊りしたという。この作品は殆どケラと角田英之のアイデアによる実験的要素が強くまた生産数も少なかった。
有頂天は1年程の浪人生活を経て東芝EMI（現・EMIミュージック・ジャパン）と契約。再びメジャーアーティストとなる。
東芝EMIでは『カラフルメリィが降った街』『でっかち』という2枚のオリジナルアルバムをリリース。『カラフルメリィ…』では長編ビデオも制作され、周防正行監督の意向で主役をやらされる。
1991年、解散を発表。
有頂天在籍中には、中村由真、仲村知夏、GO-BANG'S、白井良明などのバックバンドも務めた。
解散後、THE FUSE、カブキロックス、T-BOLANなど様々なアーティストのサポートメンバーを務め、後に編曲家としての活動が中心となる。
1992年にテレビ東京系で放映された『冒険!ゴジランド』の主題曲の編曲を担当し、さらに1993年から1994年に放映された『剣勇伝説YAIBA』の主題歌も担当した。
その後、実家の神社を継ぎ神職となる。
そしてケラリーノ・サンドロヴィッチ　ミューヂックアワーでの中・後期　有頂天ライブでの期間限定復活を経て2014年有頂天の再結成に参加する。
現在は神職の間に有頂天のライブやレコーディングを行うという活動を行っている。

## 主な作品（有頂天を除く）
- 冨永みーな - 愛だけで（花平バズーカ 主題歌）作曲
- 剣勇伝説YAIBA 主題歌（編曲）、挿入歌（編曲）他

## ディスコグラフィ（有頂天を除く）
- 「ダークキャット」オリジナル・アルバム（1990年） - 木村直巳による漫画作品のイメージアルバム。
- 『INSPIRATION』THE FUSE（1991年）
- 「冒険!ゴジランド」～ゴジラ・ソファミレド(ゴジラ体操)（1992年）[1]
- 「今日から俺は!!」オリジナル・アルバム（1992年） - OVA化された西森博之による漫画『今日から俺は!!』のイメージアルバム。OVAのサントラとミニドラマの混成アルバムとなっている。
- 「超魔界大戦どらぼっちゃん」オリジナル・アルバム（1993年） - ナグザットから発売されたスーパーファミコン用ソフト『超魔界大戦! どらぼっちゃん』のゲーム発売前に発表された音楽集。
- 剣勇伝説ヤイバ（1993年）アニメ化された青山剛昌の漫画『剣勇伝説YAIBA』のTVサウンドトラック。
- 「カブキロックス」ゲームミュージック・サウンド（1993年）
- 心のプロレス～輝ける美麗の格闘戦士達へ捧ぐ（1993年）- レオ北村・豊田真奈美・福岡晶・ぬまっち・長谷川咲恵・半田美希・ハーレー斉藤・キャンディー奥津・北斗晶・ブル中野・井上貴子ら女子プロレスラーへのメッセージソング、インタビューで構成されたアルバム。
- MEGATEN‐WORLD女神（1994年）
- 機械の少年ピーノ サウンドアドベンチャー （1995年）
- 犯行写真～縛られた少女たちの見たモノは?～サウンドミステリー（1996年）